# Atelier van meester-glazenier Sterner
De werkplaats of atelier van meester-glasblazer Clas Grüner Sterner, ook bekend als Maison-atelier de Victor Marchal is een art nouveau-gebouw in Elsene, een van de gemeenten van Brussel, gebouwd door de architect Ernest Delune.

## Locatie
De werkplaats bevindt zich op nummer 6 van de Meerstraat (Frans: Rue du Lac), op enkele tientallen meters van de vijvers van Elsene, in een wijk met veel gebouwen in art nouveau-stijl.

## Geschiedenis
De werkplaats aan de Meerstraat was oorspronkelijk een bijgebouw van het eclectische huis op nummer 5 van de rue de la Vallée, een huis dat in 1893 werd gebouwd voor een zekere Victor Marchal, waarschijnlijk door Ernest Delune.
In 1902 bouwde Ernest Delune het kunstenaarsatelier aan de Meerstraat voor dezelfde Victor Marchal.
Zowel het huis als de werkplaats werden lange tijd bewoond door de Oostenrijkse meester-glasmaker Clas Gruner Sterner. Sterner werkte in een studio boven in het huis en ontwierp art-nouveauramen voor verschillende huizen van Delune in deze wijk.

## Erfgoedstatus en restauratie
Sinds 23 oktober 2003 is de werkplaats geklasseerd als historisch monument. 
In het voorjaar van 2019 werd door de nieuwe eigenaren een campagne voor de restauratie van de gevel gelanceerd, die op 11 december 2020 werd afgerond. “De werkzaamheden werden geleid door de Congress Architecture Workshop (AAC) met de hulp van ambachtslieden die gespecialiseerd waren in timmerwerk, glas-in-lood, enz. en onder toezicht van de afdeling Cultureel Erfgoed (Monumenten en Landschappen).“

## Architectuur

### Polychromie van de gevel
De voorgevel van dit huis in de  "geometrische art nouveau"-stijl toont een aangename polychromie die het resultaat is van de combinatie van glas-in-loodramen (gemaakt door meester-glasblazer Clas Gruner Sterner), lichtgroen houtwerk en lichte bouwmaterialen zoals witte baksteen en witte steen.

### Structuur van de gevel
Zoals veel art nouveau-gebouwen heeft dit huis een zeer asymmetrische voorgevel, met een combinatie van cirkels en rechthoeken, excentrische vormen, trapvormige vormen, enzovoort.

### Linkertravee

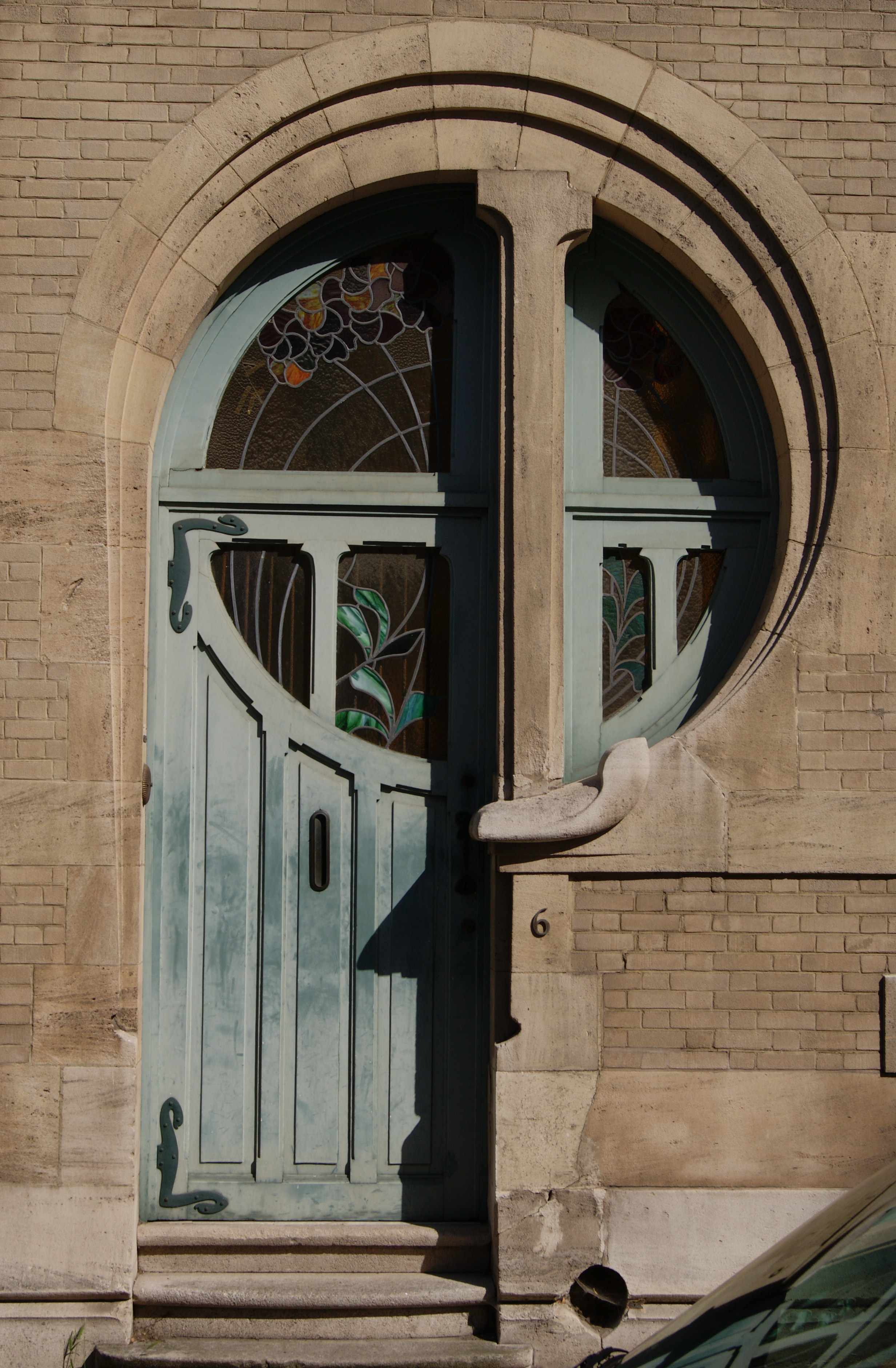
Voordeur

De linkertravee wordt doorboord door een van de meest opmerkelijke deuren van de Brusselse art nouveau. Het bovenste deel van de deur en het aangrenzende raam, gescheiden door een stenen tussenstijl, vormen een cirkel versierd met glas-in-loodramen met florale motieven. Deze ronde houtcompositie wordt opmerkelijk versterkt door het gegoten frame van gehouwen steen, dat begint ter hoogte van de linkerstijl en uitgroeit tot een elegante cirkelvormige beweging die kenmerkend is voor de "geometrische art nouveau".
Boven deze toegangsdeur, ervan gescheiden door een sterke stenen cordon, bevindt zich een driedelige erker met twee registers, met geprofileerde en geharpte stijlen. De onderdorpel van dit raam bestaat uit een verdiept bakstenen paneel met een fretwerkframe.

### Rechtertravee

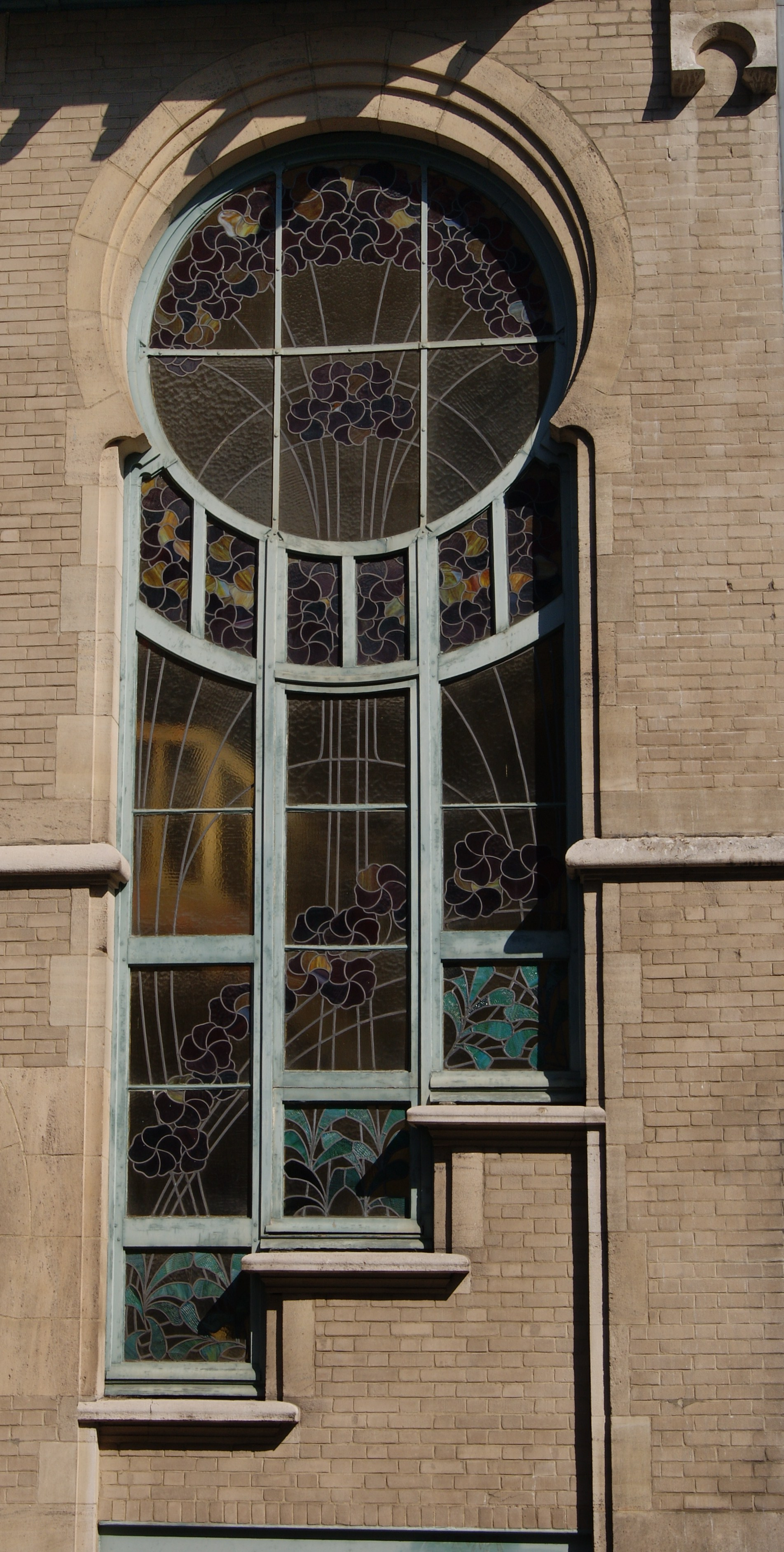
Rechtertravee

De rechtertravee geeft de gevel een verticaal accent, dankzij een hoge driedelige travee versierd met glas-in-lood en bekroond door een groot rond glas-in-loodraam in een hoefijzervormige stenen boog.
Deze verticale nadruk wordt versterkt door de uitlijning van deze enorme erker en het keldervenster, beide verbonden door hun geprofileerde en geharpte stijlen, waarvan het begin aan de voet van de gevel een gebogen motief vertoont dat typisch is voor de art nouveau.
Let op de afnemende hoogte van de traveeën die de grote driedelige travee vormen, waardoor een trapsgewijs patroon ontstaat: “De trap komt tot uiting in de gevel: drie "treden" onder het grote raam corresponderen met de constructie binnenin”.

### Kunstenaarsatelier

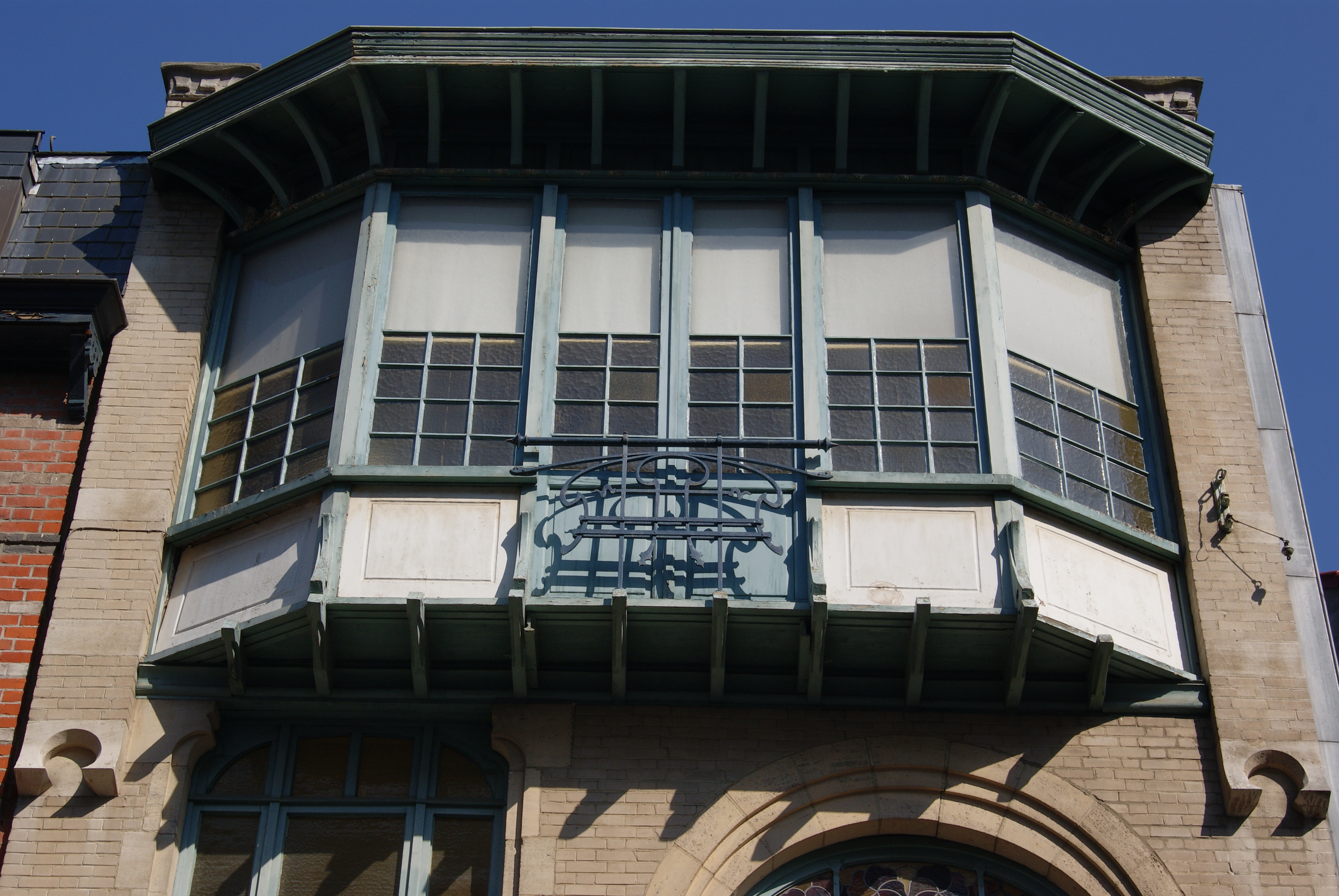
Erker

De voorgevel wordt bekroond door een grote houten erker met trapeziumvormig grondplan, die vrijwel de gehele breedte van de voorgevel op de tweede verdieping beslaat.
Deze erker wordt omlijst door twee pilasters van witte baksteen, doorspekt met witte steen. Beide pilasters rusten op een stenen basis, versierd met een kleine hoefijzerboog (die doet denken aan die van de deur en de grote erker) en beide bekroond door een gebeeldhouwd stenen kussen.
De gevel wordt afgesloten met een sterk uitstekende kroonlijst, die de beweging van de erker volgt.

## Gerelateerde artikelen
- Art nouveau in Brussel
- Ernest Delune
- Lijst van beschermde monumenten in Elsene